# Irlandia na Zimowych Igrzyskach Olimpijskich 1998
Irlandię na Zimowych Igrzyskach Olimpijskich 1998 reprezentowało sześciu zawodników. 
Najlepszym wynikiem wśród reprezentantów Irlandii było 15. miejsce narciarza alpejskiego – Patricka-Paula Schwarzachera-Joyce’a w kombinacji mężczyzn.

## Dyscypliny

### Narciarstwo alpejskie

#### Mężczyźni

##### Kombinacja
- Patrick-Paul Schwarzacher-Joyce – 15. miejsce

##### Zjazd
- Patrick-Paul Schwarzacher-Joyce – 27. miejsce

### Bobsleje

#### Mężczyźni

##### Dwójki
- Terry McHugh, Jeff Pamplin – 27. miejsce
- Peter Donohoe, Simon Linscheid – 35. miejsce

##### Czwórki
- Terry McHugh, Garry Moc, Jeff Pamplin, Simon Linscheid – 30. miejsce